# Saint-Pardoux-le-Neuf, Corrèze
Saint-Pardoux-le-Neuf là một xã thuộc tỉnh Corrèze trong vùng Nouvelle-Aquitaine miền trung Pháp.